# Episodi de I bambini del dottor Jamison (prima stagione)
La prima stagione della serie televisiva I bambini del dottor Jamison è stata trasmessa in anteprima negli Stati Uniti d'America dalla NBC tra il 15 settembre 1972 e il 30 marzo 1973.
| nº | Titolo originale                  | Titolo italiano             | Prima TV USA      | Prima TV Italia |
| -- | --------------------------------- | --------------------------- | ----------------- | --------------- |
| 1  | Tonsils for Two                   | Tonsille per due            | 15 settembre 1972 |                 |
| 2  | Little Boy Flu                    | Le influenze psicosomatiche | 22 settembre 1972 |                 |
| 3  | The Noise of Music                |                             | 29 settembre 1972 |                 |
| 4  | The Lovers                        | L'innamorato di Anne        | 6 ottobre 1972    |                 |
| 5  | The Stork Is Alive in Hawaii      |                             | 13 ottobre 1972   |                 |
| 6  | The Birthday Boy                  |                             | 27 ottobre 1972   |                 |
| 7  | And Then I Wrote                  |                             | 3 novembre 1972   |                 |
| 8  | The Vet Set                       |                             | 10 novembre 1972  |                 |
| 9  | Sound Advice                      |                             | 17 novembre 1972  |                 |
| 10 | The Love Bite Will Bug You        |                             | 24 novembre 1972  |                 |
| 11 | Kicking the Habit                 |                             | 1º dicembre 1972  |                 |
| 12 | Take It Off, Take It Off          |                             | 8 dicembre 1972   |                 |
| 13 | Splish Splash, I Was Taking a Nap |                             | 15 dicembre 1972  |                 |
| 14 | The Christmas Pageant             |                             | 22 dicembre 1972  |                 |
| 15 | The Matchmaker                    |                             | 5 gennaio 1973    |                 |
| 16 | Honest Sean Drives Again          |                             | 12 gennaio 1973   |                 |
| 17 | Malpractice Makes Perfect         |                             | 19 gennaio 1973   |                 |
| 18 | Sean, the Movie Star              |                             | 26 gennaio 1973   |                 |
| 19 | Stewart's Allergy                 |                             | 2 febbraio 1973   |                 |
| 20 | Break a Leg                       |                             | 16 febbraio 1973  |                 |
| 21 | Sean's Midas Touch                |                             | 23 febbraio 1973  |                 |
| 22 | The Man Who Came to Luau          |                             | 9 marzo 1973      |                 |
| 23 | The Generation Gap                |                             | 23 marzo 1973     |                 |
| 24 | Sean Meets Double X-7             |                             | 30 marzo 1973     |                 |